# Charles Lane (friidrottare)
Charles Lane, född 19 mars 1905, död 14 december 1954, var en australisk friidrottare. Han deltog vid olympiska sommarspelen 1924.